# Bathynomus affinis
Bathynomus affinis is een pissebed uit de familie Cirolanidae. De wetenschappelijke naam van de soort werd voor het eerst geldig gepubliceerd in 1910 door Harriet Richardson.